# Sambavar Vadagarai
Sambavar Vadagarai è una suddivisione dell'India, classificata come town panchayat, di 14.438 abitanti, situata nel distretto di Tirunelveli, nello stato federato del Tamil Nadu. In base al numero di abitanti la città rientra nella classe IV (da 10.000 a 19.999 persone).

## Geografia fisica
La città è situata a 09° 00' 18 N e 77° 23' 08 E.

## Società

### Evoluzione demografica
Al censimento del 2001 la popolazione di Sambavar Vadagarai assommava a 14.438 persone, delle quali 7.132 maschi e 7.306 femmine. I bambini di età inferiore o uguale ai sei anni assommavano a 1.729, dei quali 862 maschi e 867 femmine. Infine, coloro che erano in grado di saper almeno leggere e scrivere erano 7.822, dei quali 4.601 maschi e 3.221 femmine.